# Gustave Bruneel de la Warande
Gustave Eugène Louis Marie Bruneel de la Warande (Kortrijk, 15 januari 1863 - Kemmel, 18 oktober 1932) was een Belgisch senator, provincieraadslid en burgemeester van Kemmel.

## Familie
Gustave Bruneel was de zoon van senator en provincieraadslid Louis Bruneel en van Marie-Sophie Delva.
Gustave trouwde met Marie-Thérèse de Montpellier (1864-1945), dochter van de gouverneur van de provincie Namen baron Charles de Montpellier en Adeline van den Berghe. Ze kregen twee kinderen:
- Jacques Bruneel de la Warande (1891-1964), burgemeester van Kemmel, trouwde met Marie-Antoinette de Montpellier d'Essé (1892-1993). Het echtpaar had geen kinderen, zodat de naam met hem is uitgestorven.
- Marie-Antoinette Bruneel de la Warande (1892-1954) trouwde met Xavier Dumont de Chassart (1890-1960), burgemeester van Villers-Perwin, zoon van senator en burgemeester van Villers-la-Ville Auguste Dumont de Chassart.

Samen met zijn jongere broer Hubert, verkreeg Gustave Bruneel in 1898 opname in de adel. In 1929 kreeg hij toelating om 'de la Warande' aan de familienaam toe te voegen. Op eigen houtje voegde hij er ook de naam van zijn echtgenote aan toe, zodat hij voortaan als familienaam gebruikte: Bruneel de la Warande de Montpellier.

## Levensloop
In 1890 werd Bruneel verkozen tot provincieraadslid voor het kanton Mesen. Hij bleef dit tot aan zijn ontslag in juli 1914.
Ook in 1890 werd hij gemeenteraadslid in Kemmel, gemeente waar hij in 1897 burgemeester werd benoemd. Hij bleef dit ambt uitoefenen tot in 1921.
Hij werd senator voor het arrondissement Kortrijk-Ieper van november 1919 tot in 1921. Hij heroverde dit mandaat in 1929 en bleef het uitoefenen tot aan zijn dood.